# Río Hasbani
El río Hasbani (en árabe: الحاصباني‎ al-Ḥāṣbānī) o Snir (en hebreo: נחל שניר‎ Nahal Snir) es un río de Oriente Medio, y uno de los afluentes del curso superior del río Jordán. Nace y tiene su mayor recorrido en el Líbano antes de confluir con el río Banias en el valle de Jule, en el noreste de Israel, con el que forma el río Jordán.
El río Hasbani nace cerca del pueblo libanés de Hasbaya, a una altitud de 550 metros, y recorre unos 22 km hasta el pueblo de Ghajar donde su caudal aumenta significativamente al recibir aguas del río Wazzani (en hebreo: וזאני) a los pies del Monte Hermón. Su curso coincide entonces sobre 3 km con la línea de separación entre Líbano y el territorio de las Granjas de Shebaa, antes de confluir con el río Banias en Israel. Recibe también, en su tramo libanés, aguas del arroyo estacional Shebaani y de otros arroyos alimentados por las nieves y las aguas superficiales del monte Hermón, así como aguas del río Ayún en Israel. Su cuenca hidrográfica cubre una extensión de 670 km², el 6 % de la superficie del Líbano, donde viven unas 135 000 personas (según datos de 2007).
El caudal del río Hasbani es irregular y varía de 52 a 236 millones de metros cúbicos, con una media de 138 millones de metros cúbicos. En los meses de verano, el Wazzani es la única fuente de agua del Hasbani que se queda seco río arriba.

## Conflictos por el agua
La utilización de los recursos hídricos de la cuenca del Jordán ha sido motivo de conflictos entre sus países ribereños desde la caída del Imperio Otomano, y fue una de las principales causas de la guerra de los Seis Días, en junio de 1967. En 1955, ante el aumento de las tensiones entre países ribereños, el embajador especial Eric Johnston estableció, tras dos años de estudios, el Jordan Valley Unified Water Plan (Plan Unificado del Agua del Valle del Jordán), conocido como «plan Johnston». Asignaba a cada país una cuota máxima de abastecimiento en función de la superficie de sus tierras de regadío dentro de la cuenca del río. El plan incluía el río Hasbani como único proveedor del Líbano, con una cuota de 35 millones de metros cúbicos al año.
En 1964, Israel inauguró el Acueducto Nacional que lleva agua desde el mar de Galilea hasta el centro del país y el desierto del Negev, fuera de la cuenca del Jordán. En respuesta, la cumbre de la Liga Árabe de aquel año aprobó canalizar parte de las aguas del río Hasbani hacia el río Banias (entonces en territorio sirio) y el río Yarmuk, cuyas aguas comparten Siria y Jordania. Las obras empezaron en 1965, pero no pudieron ser llevadas a cabo debido a una serie de ataques militares israelíes que culminaron en ataques aéreos sobre Siria en abril de 1967.
A partir de 1978, el curso del Hasbani fue controlado por Israel que ocupó el sur de Líbano durante 22 años hasta su retirada en el año 2000. Al año siguiente, el gobierno israelí protestó cuando las autoridades libanesas empezaron a bombear agua del Hasbani a través de una tubería de 10 cm de diámetro para abastecer a los 200 habitantes del pueblo de Wazzani que no disponía de agua potable. El proyecto se amplió para abastecer el pueblo de Ghajar, seriamente afectado por la sequía, y en 2002 se instaló una canalización de 40 cm de ancho en las fuentes del Wazzani para llevar agua a 40 pueblos de esta región fronteriza. El proyecto preveía desviar 10 000 m³ de agua al día (3,65 millones de metros cúbicos al año), y la construcción de una pequeña presa de 3 metros de profundidad que no interrumpía el paso del río. Las autoridades libanesas alegaron que la cantidad de agua desviada iba a ser muy inferior a los 35 millones asignados al Líbano por el Plan Johnston. Ante el temor de que las reservas de agua del mar de Galilea se vieran mermadas, el primer ministro Ariel Sharon declaró entonces que el proyecto del Wazzani podrían constituir un «casus belli» entre los dos países, y aviones del ejército israelí empezaron a sobrevolar la región. La acción diplomática de los Estados Unidos, las Naciones Unidas, y expertos y observadores de varios países permitió que la disputa no derivara en conflicto armado.